# 咲方響
咲方 響（さかた ひびき、1999年3月9日 - ）は、日本の喜劇女優である。島根県出身。吉本新喜劇の座員。吉本興業所属。

## 来歴
- 3人姉弟の長女として生まれる[1]。
- 身長157cm、体重46kgである[2]。
- 2018年、大阪芸術大学短期大学部に入学。学友会で副会長を務めた[3][4]。
- 2019年、『第11個目金の卵オーディション』に応じ、新喜劇入りを果たす[5]。
- 2020年、なんばグランド花月の公演 #1552『わたしがやりました！』にて初舞台を踏む[6]。
- 2022年、吉本興業110周年特別公演「伝説の一日」に出演[7]。また、文化庁「子供のための文化芸術鑑賞・体験再興事業」で奈良県の小学校に赴き、新喜劇ワークショップに参画した[8][9]。
- 2023年、20代座員によるダンス＆ボーカルユニット『秘蔵っ子』のメンバーに選出され、「吉本新喜劇記念日2023」にて楽曲を初披露した[10]。『秘蔵っ子』でのメンバーカラーは白色。また、島根県邑南町のPRドラマ『邑南ものがたり』に出演した[11]。
- 2024年、山陰ケーブルビジョンの番組「まーすぽ」にて新コーナー『響の熱響 凄×技』でリポーターとして出演。地元島根のアスリートを取材している。
- 現在、なんばグランド花月やよしもと祇園花月、YES THEATER、よしもと漫才劇場に出演している。

## 人物
- 幼少期は警察官や自衛隊員に憧れていた[12]。
- 小学校ではバレーボールをしており、中学校ではサッカー部に所属していた[13][14]。
- 関西へ進学後、よしもと西梅田劇場に通って新喜劇を観ていた[15]。
- 芸名は当初「酒多」を候補としたが、花が咲くイメージを由来とした「咲方」に決めた[16]。
- 負けず嫌いな性格である[17]。
- 趣味は野球観戦、断捨離、ストレッチ、コスメ情報を見ること[18]。オリックス・バファローズのファン。
- 特技はピアノ、サッカー、リフティング、生け花[19]。
- 好きな映画は『永遠の0』[20]。
- 好きなアニメキャラクターは『縁下力』[21]。

## 出演

### テレビ

#### よしもと新喜劇（なんばグランド花月） テレビ放送回[22]
2020年
- 『わたしがやりました！』9月5日
- 『須知井留さんと二人の幽霊』10月24日
- 『ひとめぼれの恋に難あり!?』10月31日

2021年
- 『すち子の、万引き犯を捕まえろ！』2月27日
- 『しみけんの支配人目指して全集中の呼吸』3月20日
- 『シャタオ先生の恋愛予備校!?』3月27日
- 『お父ちゃんの最後のお弁当!?』4月3日
- 『バリバリ社員とズレズレ社長』5月29日
- 『お父さんの盗んだものは』6月26日
- 『諸太郎と悩めるエーシュ!?』7月3日
- 『しみけんの憎み切れない泥棒たち』8月7日
- 『すち子の南無阿弥研修中！』8月14日
- 『すち子は敏腕マネージャー！？』8月28日
- 『藍五郎のドキドキ♡シェアハウス!?』9月11日
- 『花園は天国？地獄？』10月9日
- 『シャタオが撮る！温故知新バトル！』10月16日
- 『すち子の、宝くじで縁結び』11月27日
- 『かたむいた花月旅館と女将の幸せ』12月11日
- 『しみけんの空港大捜査線』12月18日

2022年
- 『しみけんの高架下ストーリー』2月26日
- 『すち子と、思い出のぬいぐるみ』5月14日
- 『和菓子の道は甘くない!?』5月21日
- 『潜入捜査は失敗しそうさ』7月30日
- 『すち子と、真夏のホラーハウス』8月27日
- 『冴えないディレクターの僕が、初めて担当する事になったアイドル番組が上司の無茶ぶりのせいで…』10月29日
- 『刑事・須知山田、誘拐事件を解く!?』11月5日
- 『十億円！すち子と夢の大当たり村』12月10日

2023年
- 『内場夫婦の秘密でいぃー！』2月4日
- 『も～大変！お寺の修行体験!?』2月18日
- 『すちの丞一座〜暴れ中学生、恋して候〜』3月4日
- 『すち子の、恋愛は長寿の秘訣!?』5月6日
- 『父は出世競争の大穴馬!?』5月27日
- 『大将はつらいよ』7月15日
- 『刑事・須知山田、張り切って張り込み！』7月22日
- 『すち子の、誘拐は計画的に!?』8月19日
- 『すち子の、リサイクルで福が来る！』12月9日

2024年
- 『い・け・な・い修学旅行マジック！』3月16日
- 『開運！すち子の占い大作戦』3月30日
- 『今夜は仮面でかめへんで！？』4月27日
- 『すち子は、ガールズスカウトマン』7月20日
- 『麦わら帽子は親子のしるし』9月28日
- 『サクセスストーリーは突然に』10月26日
- 『須知井留シャタオの青春カメラ道！』11月2日
- 『藍姐さんと子分の旅路は大惨事！？』12月21日

2025年
- 『夢を描く兄妹』1月18日
- 『刑事・須知山田の、事件現場は撮影現場』2月15日

#### よしもと新喜劇NEXT〜小籔千豊には怒られたくない〜テレビ放送回[23]
2021年
- 『小籔にプレゼン“残り福座員スペシャル”後編』3月4日
- 『新喜劇のトップである座長への所作や言動を若手座員が学ぶ特別授業“世界一受けたい座長作法”！』6月18日

2022年
- 『女性座員の本音が飛び交うグランピング女子会　恋愛観が丸裸に!?』1月26日
- 『歌とダンスのウィンターフェスティバル第2夜 若手ダンスバトル編』3月2日
- 『因縁のある座員同士が繰り広げる“座員のラップバトル”がまさかの神回に!? スタジオが大爆笑の嵐に包まれる！』5月4日
- 『2週連続企画“知ってて当然！新喜劇NEXT座員クイズ”前編“クイズの解答者史上、一番売れてない”面々に小籔がダメ出し!?』5月11日
- 『2週連続放送！“小籔の知らぬ間に勝手にファン感謝祭2022”前編』8月17日
- 『川畑座長のガサ入れに若手女性座員が涙!?「座員の家へガサ入れ！」後編』10月12日
- 『NEXTスターが京都ではんなりロケSP』11月23日

2023年
- 『よしもと新喜劇NEXTカレンダー2023が完成！』　1月18日
- 『FUJIWARA藤本、サバンナ高橋がダメ出し連発!?“座員を並び替えまSHOW”後編』　2月1日
- 『お引越し初回放送は吉本新喜劇の座長を勇退した川畑泰史の独占密着スペシャル企画！』　4月26日
- 『嘘をついている座員を当てろ！新企画“クイズ！NEXT LIAR”後編』6月14日
- 『“新喜劇NEXT 男の格付け！咲方響が付き合うなら誰だ!?”前編』7月12日
- 『“新喜劇NEXT 男の格付け！咲方響が付き合うなら誰だ!?”後編』7月19日
- 『カッコいいダンスやってみたかってん!!』8月9日
- 『新喜劇のマドンナ・高橋靖子が付き合うなら誰だ!?男の格付け企画に小籔が参戦！』10月11日
- 『【小籔大暴れ】新喜劇のマドンナ・高橋靖子が付き合うなら？中編』10月18日
- 『【完結編】新喜劇のマドンナ・高橋靖子が付き合うなら？【コヤソニ秘蔵映像も】』10月25日

2024年
- 『リスペクトした【座員】を語る＆女子座員【新ビッグプロジェクト】発表』 2月14日
- 『【小籔参戦】鮫島幸恵が付き合うなら誰？』2月28日
- 『【小籔凹】鮫島幸恵が付き合うなら誰？驚愕の順位発表』3月6日
- 『【涙の後半戦】カス座員がしくじり人生を語るはずが……大波乱』4月29日
- 『【兵庫絶句】地獄のフリートーク企画』6月10日

2025年
- 『怒りのライムをビートに乗せろ！NEXT座員のオリジナルラップ』1月20日

#### その他テレビ番組
- 痛快!明石家電視台正月SP（毎日放送、2022年1月2日）
- ザ・ベストワン〜今、一番見たいネタ国民投票SP〜（TBS、2023年2月18日）